# Live from the Have a Nice Day Tour
Albums de Bon Jovi
Have a Nice Day
(2005) Lost Highway
(2007)
Live from the Have a Nice Day Tour est un maxi live de Bon Jovi sorti le 7 février 2006 en exclusivité dans la chaine de magasins Walmart aux États-Unis.

## Titres
1. Last Man Standing (Bon Jovi / Falcon)
2. You Give Love a Bad Name (Bon Jovi / Sambora / Child)
3. Complicated (Bon Jovi, Falcon, Martin)
4. Have a Nice Day (Bon Jovi / Sambora / Shanks)
5. Who Says You Can't Go Home (Bon Jovi / Sambora)
6. Raise Your Hands (Bon Jovi / Sambora)

- Titres 1,3,4,5 : album Have a Nice Day
- Titres 2,6 : album Slippery When Wet